# Cusco FC
Cusco Fútbol Club – peruwiański klub piłkarski z siedzibą w Cuzco.

## Osiągnięcia

### Krajowe
- Primera División

| zwycięstwo (0):     | –                |
| drugie miejsce (3): | 2012, 2013, 2017 |

## Historia
Klub został założony 28 lipca 2009, jako Asociación Civil Real Atlético Garcilaso, przez studentów Inca Garcilaso de la Vega. Jeszcze w 2009 Real wystartował w rozgrywkach drugiej ligi regionalnej w Cuzco, którą wygrał i awansował do pierwszej ligi Cuzco. W 2011 klub odniósł swój pierwszy sukces na arenie krajowej wygrywając rozgrywki Copa Perú, dzięki czemu Real Garcilaso awansował do Primera División Peruana.
W inauguracyjnym sezonie Real Garcilaso osiągnął największy sukces w swojej krótkiej historii zdobywając wicemistrzostwo Peru, po przegraniu dwukrotnie w meczach finałowych ze Sportingiem Cristal Lima. Dzięki temu sukcesowi Real Garcilaso zakwalifikował się do rozgrywek Copa Libertadores 2013. Klub w fazie grupowej zajął drugie miejsce eliminując kolumbijski Deportes Tolima i paragwajski Cerro Porteño. W 1/8 finału Real Garcilaso wyeliminował w rzutach karnych urugwajski Club Nacional de Football. Real Garcilaso znalazł pogromcę dopiero w ćwierćfinale, w którym dwukrotnie uległ kolumbijskiemu Independiente Santa Fe.
23 grudnia 2019 klub zmienił nazwę na Cusco Fútbol Club. Zmianie uległy również barwy klubu z błękitno-białych na czarno-piaskowe.

## Sezony wPrimera División Peruana
| Sezon | Uzyskane miejsce |
| ----- | ---------------- |
| 2012  | 2                |